# Caieiras
Caieiras é um município brasileiro localizado na Região Metropolitana de São Paulo, estado de São Paulo. Integra a Região Geográfica Imediata de São Paulo, que por sua vez integra a Região Geográfica Intermediária de São Paulo. O município pertence à Sub-Região Norte da Grande São Paulo, em conformidade com a lei estadual n.º 1.139, de 16 de junho de 2011 e, consequentemente com o Plano de Desenvolvimento Urbano Integrado da Região Metropolitana de São Paulo (PDUI). Sua população, segundo o censo de 2022, era de 95.032 habitantes, distribuídos por uma área de 97,642 km², o que confere ao município uma densidade demográfica de 973,3 hab./km².

## História
Na década de 1870, o Coronel Antônio Proost Rodovalho adquiriu uma fazenda nas margens do Rio Juqueri, no atual município de Caieiras. Em 1877, após a descoberta de cal, material utilizado na construção civil, o coronel mandou construir dois fornos de barro para produzir cal e, como forno de cal é conhecido como caieira, daí veio o nome Caieiras. Nas proximidades dos fornos, foi construído um conjunto habitacional para trabalhadores italianos, que antes trabalhavam na agricultura, sendo este o embrião da cidade de Caieiras.
Em 1883, foi inaugurada a Estação Caieiras, na época pertencente a São Paulo Railway Company, facilitando o escoamento do cal, já que não era mais necessário pôr esse material no lombo de burros para escoar pela estação de trem de Perus.
Com o passar do tempo, os planos do Coronel Rodovalho mudaram e passaram a ser a produção de papel. Uma fábrica foi construída por uma empresa alemã, inaugurada em abril de 1890, com maquinários trazidos por imigrantes alemães. Cinco meses depois da inauguração da fábrica, foi criada a empresa Companhia Melhoramentos de São Paulo – ou simplesmente Melhoramentos -, uma indústria de papel, a qual foi comprada 14 dias após a sua fundação pelo Coronel Rodovalho e sua esposa, Etelvina Dutra Rodrigues Rodovalho.
A Melhoramentos plantou eucaliptos e pinus para serem utilizados em fornos de lenha e na produção de papel. Daí vem o apelido “Cidade dos Pinheirais” dado a Caieiras.
O núcleo de trabalhadores da Melhoramentos foi crescendo, com a chegada de novos trabalhadores, sobretudo imigrantes italianos.
Em 1934, a metade oeste dos atuais municípios de Caieiras e Franco da Rocha foi transferida de Parnaíba para Juqueri (atual Mairiporã).
Em 30 de novembro de 1938, foi criado, dentro do município de Juqueri, o distrito de Caieiras, o qual, em 1944, foi transferido para o novo município de Franco da Rocha.
Na década de 1950, a população caieirense começou a se organizar pela emancipação do distrito. Após a realização de um plebiscito, cujo resultado foi favorável à emancipação do distrito, em 14 de dezembro de 1958 o município de Caieiras foi criado, desmembrado de Franco da Rocha, sendo instalado em 1° de janeiro de 1960, com a posse do primeiro prefeito, Gino Dártora.

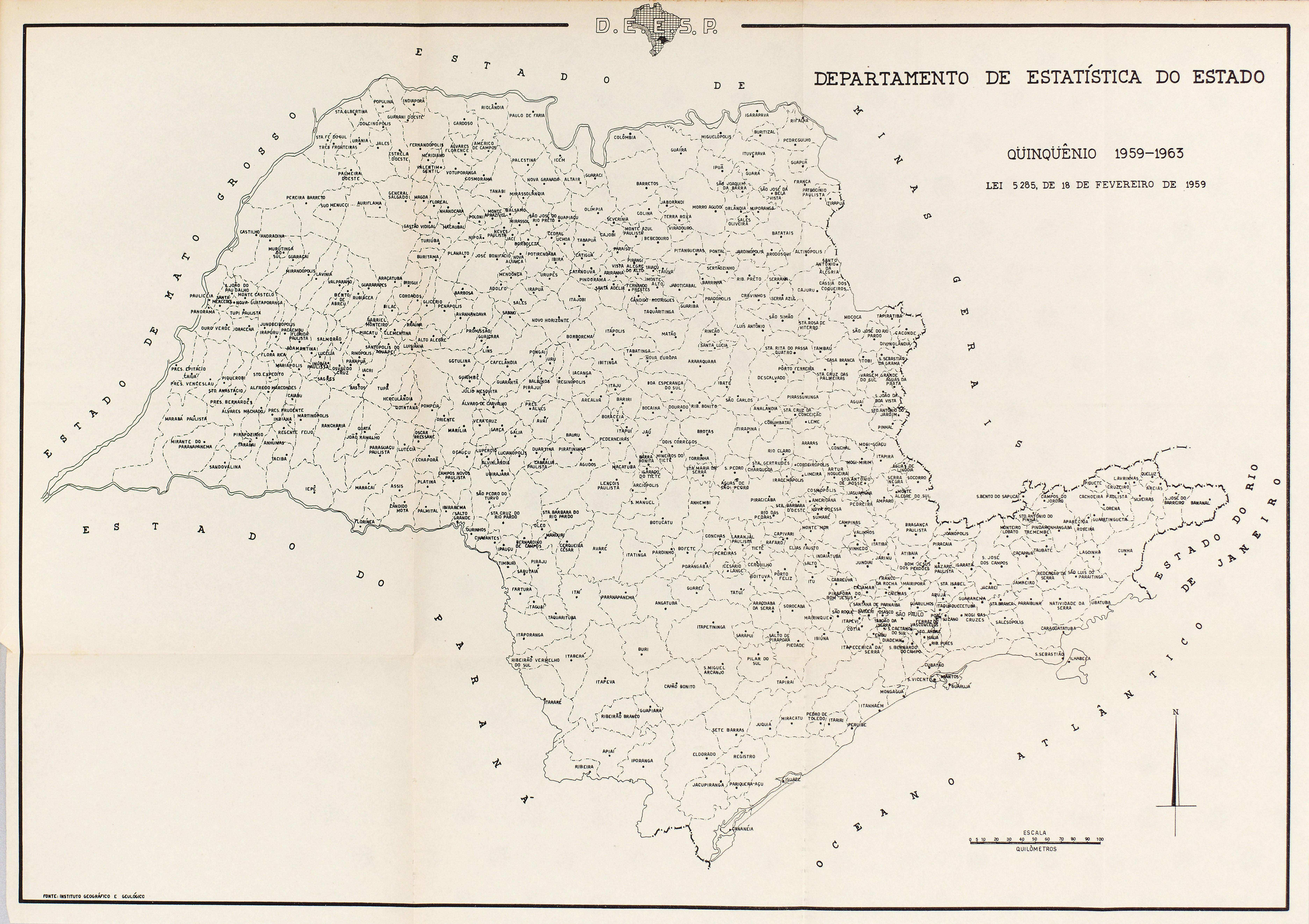
Estado de São Paulo (1959).

## Demografia

### População
| Crescimento populacional                             | Crescimento populacional | Crescimento populacional | Crescimento populacional |
| Ano                                                  | População Total          |                          | %±                       |
| ---------------------------------------------------- | ------------------------ | ------------------------ | ------------------------ |
| 1960                                                 | 9 405                    |                          | —                        |
| 1970                                                 | 15 563                   |                          | 65,5%                    |
| 1980                                                 | 25 156                   |                          | 61,6%                    |
| 1991                                                 | 39 069                   |                          | 55,3%                    |
| 2000                                                 | 71 221                   |                          | 82,3%                    |
| 2010                                                 | 86 529                   |                          | 21,5%                    |
| 2022                                                 | 95 032                   |                          | 9,8%                     |
| Est. 2024                                            | 98 257                   | [ 11 ]                   | 3,4%                     |
| Fontes: Censos Demográficos IBGE e Estimativas SEADE |                          |                          |                          |

### Dados demográficos
Dados do Censo de 2010
População total: 86 529 (sendo 42 298 homens e 44 231 mulheres)
Expectativa de vida: 76,68 anos
Mortalidade infantil em crianças menores de um ano: 10,2 por mil nascidas vivas
Domicílios com renda per capita até 1/4 do salário mínimo: 5,2%
Taxa de fecundidade: 1,60 filhos por mulher
Taxa de alfabetização: 96,1%
Índice de Desenvolvimento Humano (IDH-M) 0,781
- IDH-M Renda: 0,740
- IDH-M Longevidade: 0,861
- IDH-M Educação: 0,749

### Etnias
| Cor/Raça | Percentagem |
| -------- | ----------- |
| Branca   | 60,82%      |
| Negra    | 6,03%       |
| Parda    | 32,57%      |
| Amarela  | 0,43%       |
| Indigena | 0,14%       |

Fonte: Censo 2010
A população caieirense atual é formada predominantemente por migrantes internos, oriundos sobretudo de outras partes do Estado de São Paulo e da Região Nordeste do Brasil, e seus descendentes. Outra parte da sua população, em menor tamanho, mas de estimável valor histórico, é formada por descendentes de imigrantes europeus dentre eles italianos, alemães, galegos, ingleses e noruegueses. Uma pequena parte também é composta por caipiras, que já habitavam a região desde antes das últimas décadas do século XIX. 

## Geografia
Caieiras situa-se a uma altitude de 785 metros.

### Municípios limítrofes
Seus limites são Franco da Rocha a norte, Mairiporã a nordeste, São Paulo a leste/sul, e Cajamar a oeste.

### Clima
O clima de Caieiras é caracterizado como clima oceânico (Cfb), com diminuição de chuvas no inverno e temperatura média anual de 18,5 °C, tendo invernos secos e amenos (com ocorrências de geadas leves em alguns poucos dias da estação) e verões chuvosos e com temperaturas relativamente altas.
| Dados climatológicos para Caieiras | Dados climatológicos para Caieiras | Dados climatológicos para Caieiras | Dados climatológicos para Caieiras | Dados climatológicos para Caieiras | Dados climatológicos para Caieiras | Dados climatológicos para Caieiras | Dados climatológicos para Caieiras | Dados climatológicos para Caieiras | Dados climatológicos para Caieiras | Dados climatológicos para Caieiras | Dados climatológicos para Caieiras | Dados climatológicos para Caieiras | Dados climatológicos para Caieiras |
| Mês                                | Jan                                | Fev                                | Mar                                | Abr                                | Mai                                | Jun                                | Jul                                | Ago                                | Set                                | Out                                | Nov                                | Dez                                | Ano                                |
| ---------------------------------- | ---------------------------------- | ---------------------------------- | ---------------------------------- | ---------------------------------- | ---------------------------------- | ---------------------------------- | ---------------------------------- | ---------------------------------- | ---------------------------------- | ---------------------------------- | ---------------------------------- | ---------------------------------- | ---------------------------------- |
| Temperatura máxima média (°C)      | 26,5                               | 26,3                               | 25,5                               | 23,7                               | 22                                 | 21                                 | 20,8                               | 21,9                               | 23                                 | 23,8                               | 24,7                               | 25,2                               | 23,7                               |
| Temperatura média (°C)             | 21,6                               | 21,5                               | 20,8                               | 18,7                               | 16,8                               | 15,5                               | 15,2                               | 16,1                               | 17,4                               | 18,6                               | 19,7                               | 20,3                               | 18,5                               |
| Temperatura mínima média (°C)      | 16,7                               | 16,8                               | 16,1                               | 13,8                               | 11,6                               | 10,1                               | 9,6                                | 10,4                               | 11,9                               | 13,5                               | 14,8                               | 15,5                               | 13,4                               |
| Precipitação (mm)                  | 235                                | 213                                | 157                                | 62                                 | 54                                 | 47                                 | 35                                 | 37                                 | 67                                 | 124                                | 134                                | 200                                | 1 365                              |
| Fonte: Climate-Data.org            |                                    |                                    |                                    |                                    |                                    |                                    |                                    |                                    |                                    |                                    |                                    |                                    |                                    |

### Ferrovias
- Linha 7 do Trem Metropolitano de São Paulo[20]

### Rodovias
- SP-332 - Rodovia Pres. Tancredo de Almeida Neves (Estrada Velha de Campinas)

As seguintes rodovias são acessíveis a poucos quilômetros do limite com o município de São Paulo:
- SP-021 - Rodoanel Mário Covas (Passando por Perus)
- SP-348 - Rodovia dos Bandeirantes (Passando por Perus e pelo Rodoanel). Cruza o território do município, sem permitir acesso direto.

No limite do município de Caieiras com Franco da Rocha e a poucos quilômetros do limite de Caieiras com Mairiporã:
- SP-023 - Rodovia Prefeito Luiz Salomão Chamma (Estrada do Governo).
- BR-381 - Rodovia Fernão Dias (Via SP-023).

## Política e administração

### Poder executivo
Caieiras teve os seguintes prefeitos e vice-prefeitos:
- Gino Dártora e Milton F. Neves (1960 a 1963)
- Pde. José C. de Oliveira e Milton F. Neves (1964 a 1969)
- Gino Dártora e Antonio Furlanetto (01/02/1969 a 16/10/1969)
- Américo Massinelli (17/10/1969 a 28/11/1970)
- Nelson Manzanares (28/11/1970 a 31/01/1973)
- Pde. José C. de Oliveira e Lourides Dell´Porto (1973 a 1977)
- Gino Dártora e Luiz Lopes Lansac (1977 a 1982)
- Nelson Fiore e Fausto da Silva Junior (1983 a 1988)
- Milton Ferreira Neves e Edson Navarro (1989 a 31/12/1992)
- Névio L. A. Dártora e Pedro Sergio Graf Nunes (01/01/1993 a 31/12/1996)
- Pedro Sérgio Graf. Nunes e Edson Navarro (01/01/1997 a 31/12/2000)
- Névio L. A. Dártora e Joaquim Costa (01/01/2001 a 31/12/2004)
- Névio L. A. Dártora e Joaquim Costa (01/01/2005 a 31/12/2008)
- Roberto Hamamoto e Gerson Romero (01/01/2009 a 31/12/2012)
- Roberto Hamamoto e Gerson Romero (01/01/2013 a 31/12/2016)
- Gerson Romero e Adriano Zambelli (01/01/2017 a 31/12/2020)[21]
- Gilmar Soares Vicente e Cleber Furlan (01/01/2021 a 31/12/2024)
- Gilmar Soares Vicente e Luiz Aragão (01/01/2025 - atualmente)

### Subdivisões
- Portal das Laranjeiras
- Laranjeiras
- Calcárea
- Jd. Cresciúma,
- Jd. São Francisco,
- Jd. Santo Antônio,
- Vl. Rosina,
- Vera Tereza,
- Serpa,
- Jd. Dos Abreus
- Nova Caieiras,
- Miraval,
- Jd. dos Eucaliptos,
- Vl. dos Pinheiros,
- Pq. Santa Inês,
- Sítio Aparecida,
- Araucária,
- Jd. Marcelino,
- Morro Grande,
- Pq. São Rafael,
- Jd. Monte Alegre,
- Jd. Vitória,
- Vl. São João,
- Nova Era,
- Jd. Esperança,
- Alpes,
- Pq. Suíça,
- Jd. San Diego,
- Fazenda Cantareira,
- Jd. Boa Vista,
- Jd. Europa,
- Real Park.

## Infraestrutura

### Transportes
O transporte ferroviário é realizado pela Companhia Paulista de Trens Metropolitanos (CPTM), pela Linha 7–Rubi (Luz - Jundiaí) do Trem Metropolitano de São Paulo.
O transporte público urbano é realizado através de concessão pela Viação Caieiras.

### Comunicações
O sistema de telefones automáticos foi inaugurado na cidade em 1975 pela Telecomunicações de São Paulo (TELESP), que também implantou o sistema de discagem direta à distância (DDD) em 1976 com o código de área (011).

## Filhos ilustres
- Ver Biografias de Caieirenses notáveis

## Religião
O Cristianismo se faz presente na cidade da seguinte forma:

### Igreja Católica
- A igreja faz parte da Diocese de Bragança Paulista.[26]

### Igrejas Evangélicas
- Assembleia de Deus Ministério do Belém.[27][28]
- Congregação Cristã no Brasil.[29]